# Mette Korsgaard
Mette Korsgaard (født 1958) er en dansk journalist og instruktør.
Hun bor på Frederiksberg og er gift med journalist Niels Krause-Kjær. Parret har 2 børn, Peter og Marie. Mette Korsgaard har desuden en datter, Katrine Korsgaard Vendelboe.
- Uddannet fra Danmarks Journalisthøjskole 1992.

- Journalist på Jyllands-Posten (1992-96)
- Ansat i DR, først og fremmest som tilrettelægger af dokumentarprogrammer (1996-)
- Redaktør i Fakta-afdelingen i DR Århus (2006-2007)
- Nordjyske Medier (2007)
- Selvstændig kragefilm.dk (2007- )

Tidligere produktioner:
- Bonnie og de tusinde mænd: Dokumentarfilm vist på DR1, september 2015 - nomineret til Årets dokumentarfilm

- Min Barndom i Helvede; Dokumentarfilm vist på DR1, maj 2012 - vandt Årets Guld plus Årets dokumentarfilm på TV-festivalen 2013

- Oplysningsfilm og interviews om samarbejde med forældre til anbragte børn og unge; Produceret for Servicestyrelsen

- Undervisningsfilm til folkeskolen om vand; Produceret for Grundfoss

- Jubilæumsfilm for AKV Langholt

- Udviklingsfilm fra TDC
- Bøger: Festskrift for halvgamle krager, People's Press 2013, Min uimodståelige mand, Gyldendal 2018,